# 415 v. Chr.
Portal Geschichte | Portal Biografien | Aktuelle Ereignisse | Jahreskalender | Tagesartikel

◄ |
6. Jahrhundert v. Chr. |
5. Jahrhundert v. Chr. |
4. Jahrhundert v. Chr. |
►

◄ | 430er v. Chr. | 420er v. Chr. | 410er v. Chr. | 400er v. Chr. |
390er v. Chr. |
►

◄◄ | ◄ | 418 v. Chr. | 417 v. Chr. | 416 v. Chr. | 415 v. Chr. |
414 v. Chr. |
413 v. Chr. |
412 v. Chr. |
► |
►►

## Ereignisse

### Politik und Weltgeschehen
- Peloponnesischer Krieg: Segesta bittet Athen um Unterstützung gegen Syrakus. Athen beginnt die Sizilienexpedition.
- 10./11. Mai: Während der Vorbereitungen zur Expedition kommt es zum Hermenfrevel: Zahlreichen Hermen in Athen werden die Köpfe abgeschlagen. In Verdacht gerät unter anderem der führende Politiker der Stadt und für die Expedition verantwortliche Feldherr Alkibiades. Dieser läuft in der Folge zu Sparta über.
- Der Phönizier Abdemon stürzt den regierenden Usurpator und macht sich selbst zum König von Salamis auf Zypern.
- um 415 v. Chr.: In Athen wird der Graphe paranomon eingeführt.

### Kultur

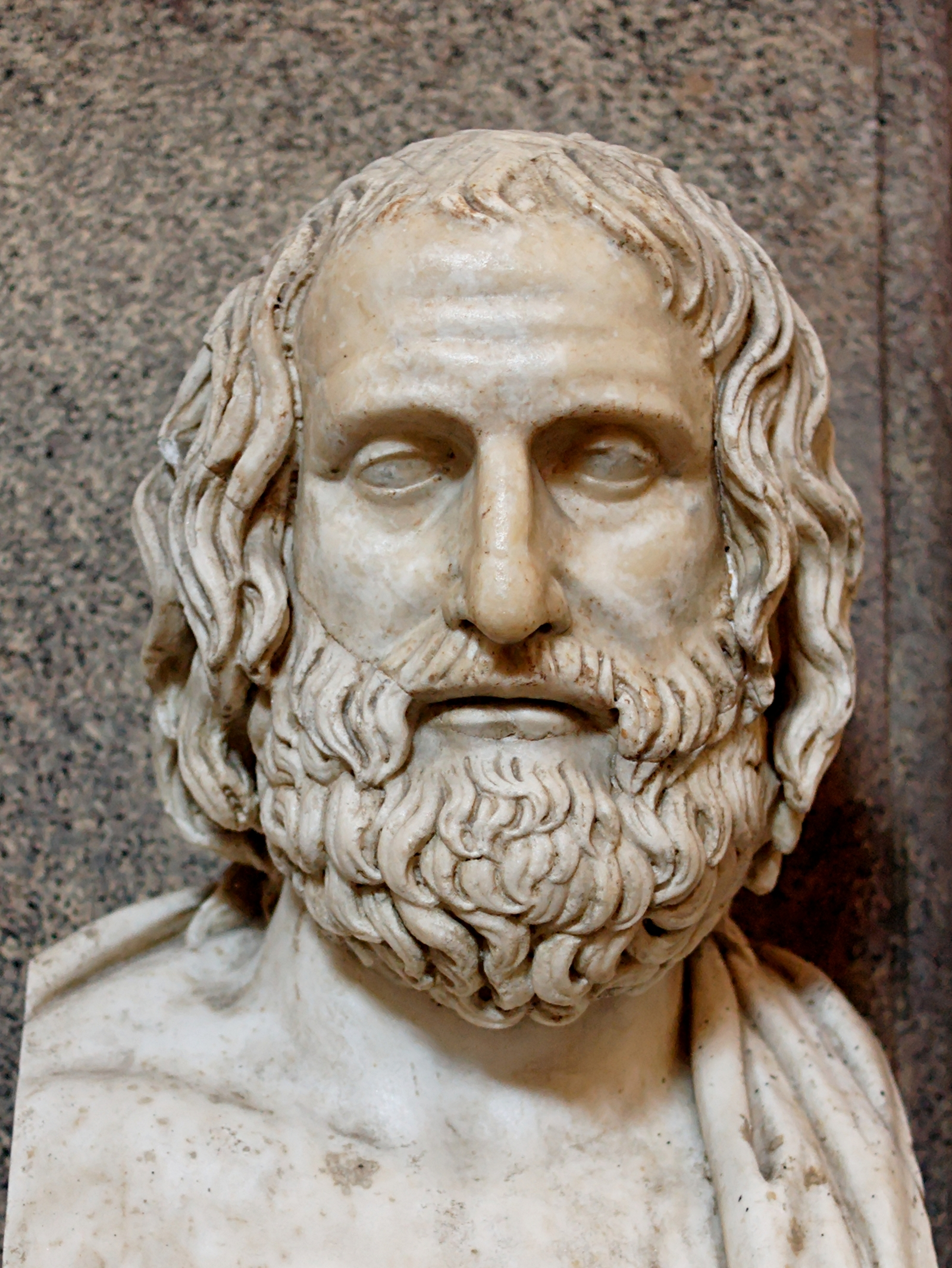
Euripides

- verm. März: Die Tragödie Die Troerinnen von Euripides wird anlässlich der Dionysien uraufgeführt. Es gehört zur Trilogie Alexandros – Palamedes – Troerinnen, die durch das Satyrspiel Sisyphos ergänzt wird.
- Der Vasenmaler Aison schafft seine letzten Werke.

## Geboren
- Iphikrates, athenischer Feldherr